# Campionato mondiale di beach soccer 2021
Il campionato mondiale di beach soccer 2021 (ufficialmente FIFA Beach Soccer World Cup 2021) è stata l'11ª edizione del torneo organizzato dalla FIFA. La competizione si è svolta dal 19 al 29 agosto 2021 a Mosca, in Russia.

## Squadre partecipanti
| Confederazione                                        | Torneo di qualificazione                                           | Qualificate         | Pres. | Ult. | Miglior risultato                                  |
| ----------------------------------------------------- | ------------------------------------------------------------------ | ------------------- | ----- | ---- | -------------------------------------------------- |
| AFC (Asia)                                            | AFC Beach Soccer Championship 2021 3 nazionali con miglior ranking | Giappone            | 11ª   | 2019 | 4º posto (2005, 2019)                              |
| AFC (Asia)                                            | AFC Beach Soccer Championship 2021 3 nazionali con miglior ranking | Oman                | 4ª    | 2019 | Fase a gironi (2011, 2015, 2019)                   |
| AFC (Asia)                                            | AFC Beach Soccer Championship 2021 3 nazionali con miglior ranking | Emirati Arabi Uniti | 7ª    | 2019 | Fase a gironi (2007, 2008, 2009, 2013, 2017, 2019) |
| CAF (Africa)                                          | Coppa delle nazioni africane 2021                                  | Senegal             | 8ª    | 2019 | Quarti di finale (2007, 2011, 2017 2019)           |
| CAF (Africa)                                          | Coppa delle nazioni africane 2021                                  | Mozambico           | 1ª    | /    | Esordiente                                         |
| CONCACAF (America Centrale, Settentrionale e Caraibi) | CONCACAF Beach Soccer Championship 2021                            | Stati Uniti         | 6ª    | 2019 | Fase a gironi (2005, 2006, 2007, 2013, 2019)       |
| CONCACAF (America Centrale, Settentrionale e Caraibi) | CONCACAF Beach Soccer Championship 2021                            | El Salvador         | 5ª    | 2013 | 4º posto (2008, 2009, 2011, 2013)                  |
| CONMEBOL (Sud America)                                | Qualificazioni sudamericane 2021                                   | Brasile             | 11ª   | 2019 | Campione (2006, 2007, 2008, 2009, 2017)            |
| CONMEBOL (Sud America)                                | Qualificazioni sudamericane 2021                                   | Paraguay            | 5ª    | 2019 | Quarti di finale (2017)                            |
| CONMEBOL (Sud America)                                | Qualificazioni sudamericane 2021                                   | Uruguay             | 7ª    | 2019 | 2º posto (2006)                                    |
| OFC (Oceania)                                         | Coppa delle nazioni oceaniane 2021 Nazionale con miglior ranking   | Tahiti              | 6ª    | 2019 | 2º posto (2015, 2017)                              |
| UEFA (Europa)                                         | Nazione ospitante                                                  | Russia              | 8ª    | 2019 | Campione (2011, 2013)                              |
| UEFA (Europa)                                         | Qualificazioni europee 2021                                        | Bielorussia         | 2ª    | 2019 | Fase a gironi (2019)                               |
| UEFA (Europa)                                         | Qualificazioni europee 2021                                        | Portogallo          | 10ª   | 2019 | Campione (2015, 2019)                              |
| UEFA (Europa)                                         | Qualificazioni europee 2021                                        | Spagna              | 8ª    | 2015 | 2º posto (2013)                                    |
| UEFA (Europa)                                         | Qualificazioni europee 2021                                        | Svizzera            | 6ª    | 2019 | 2º posto (2009)                                    |

## Fase finale

### Candidature
Le candidature ufficialmente dichiarate furono tre:
- Cile
- El Salvador
- Russia

### Scelta della sede
Il 24 ottobre 2019, la Commissione Esecutiva della FIFA annunciò che il torneo si sarebbe svolto in Russia.

### Luogo
La sede di gioco si trova all'interno del Luzhniki Olympic Complex, a Chamovniki.
| Impianto | Luzhniki Beach Soccer Arena |
| -------- | --------------------------- |
| Foto     |                             |
| Città    | Mosca                       |
| Capienza | 5.000                       |

### Sorteggio
Il sorteggio dei gruppi si è svolto l'8 luglio 2021 a Mosca, in Russia. Le 16 squadre sono state divise in 4 gironi da quattro squadre ciascuno.
| 1ª urna                            | 2ª urna                          | 3ª urna                                          | 4ª urna                                |
| ---------------------------------- | -------------------------------- | ------------------------------------------------ | -------------------------------------- |
| RFU (A1) Brasile Portogallo Tahiti | Giappone Senegal Svizzera Spagna | Paraguay El Salvador Emirati Arabi Uniti Uruguay | Oman Bielorussia Stati Uniti Mozambico |

## Fase a gironi

### Gruppo A
| Squadra     | P.ti | G | V | V+ | Vr | P | GF | GS | DR |
| ----------- | ---- | - | - | -- | -- | - | -- | -- | -- |
| RFU         | 6    | 3 | 1 | 1  | 1  | 0 | 16 | 9  | +7 |
| Giappone    | 6    | 3 | 2 | 0  | 0  | 1 | 12 | 14 | -2 |
| Paraguay    | 3    | 3 | 1 | 0  | 0  | 2 | 17 | 15 | +2 |
| Stati Uniti | 0    | 3 | 0 | 0  | 0  | 3 | 11 | 18 | -7 |

| Arbitri: | Francisco de Oses Bumedien Sofien Benchabane Hany Farouk |

|                                          |           |                                                                      |
| Cantero 10’ N. Medina 10’, 13’ Morán 27’ | Marcatori | 21’ (aut.) Ojeda 26’, 32’, 32’ Akaguma 29’, 33’ (rig.), 36’ Yamauchi |

| Arbitri: | Lucas Estevão Hamdi Bchir Mariano Romo |

|                                                        |           |                                      |
| Shkarin 17’ Nikonorov 12’, 20’ Novikov 21’ Makarov 39’ | Marcatori | 2’, 32’ Perea 15’ (rig.), 25’ Canale |

| Arbitri: | Aurélien Planchais-Godefroy Ingilab Mammadov Łukasz Ostrowski |

|                                                |           |                                  |
| Okuyama 4’ Ozu 23’ Oba 28’ (rig.) Yamauchi 31’ | Marcatori | 3’ Silveira 29’ Canale 34’ Perea |

| Arbitri: | Hany Farouk Ebrahim Akbarpour Gumercindo Batista |

|                                                  |                      |                                                          |
| Makarov 1’, 37’ Kosharnyi 18’ Nikonorov 21’      | Marcatori            | 7’ Rolon 16’ M. Medina 35’ Carballo 37’ (rig.) N. Medina |
| Fedorov Romanov Nikonorov Makarov Krasheninnikov | Tiri di rigore 5 – 4 | Carballo Morán Ojeda M. Medina V. Benitez                |

| Arbitri: | Vitalij Gomolko Łukasz Ostrowski Turki Al Salehi |

|                                              |           |                                                                                            |
| Silveira 3’ Canale 15’, 34’ Perea 33’ (rig.) | Marcatori | 3’, 15’, 20’ Morán 7’, 21’ Carballo 23’ M. Medina 25’ N. Medina 33’ Cantero 36’ V. Benitez |

| Arbitri: | Micke Palomino Mariano Romo Aurélien Planchais-Godefroy |

|             |           |                                                                             |
| Akaguma 32’ | Marcatori | 1’ (aut.) Ozu 3’, 25’, 27’ Paporotnyi 8’ Zemskov 15’ Chuzhkov 36’ Nikonorov |

### Gruppo B
| Squadra             | P.ti | G | V | V+ | Vr | P | GF | GS | DR |
| ------------------- | ---- | - | - | -- | -- | - | -- | -- | -- |
| Tahiti              | 6    | 3 | 2 | 0  | 0  | 1 | 23 | 19 | +4 |
| Spagna              | 6    | 3 | 2 | 0  | 0  | 1 | 21 | 19 | +2 |
| Mozambico           | 3    | 3 | 1 | 0  | 0  | 2 | 15 | 18 | -3 |
| Emirati Arabi Uniti | 2    | 1 | 0 | 1  | 0  | 2 | 9  | 12 | -3 |

| Arbitri: | Sérgio Gomes Soares Gionni Matticoli Vitalij Gomolko |

|                                                          |           |                                 |
| W. Beshr 24’ Alhammadi 25’ Paama 33’ (aut.) A. Beshr 39’ | Marcatori | 21’ Tetauira 36’ Taiarui 36’ Li |

| Arbitri: | Turki Al Salehi Gonzalo Carballo Aecio Fernández |

|                                      |           |                                                                                   |
| Nelson 20’ Figo 21’, 24’ (rig.), 35’ | Marcatori | 6’ Antonio 8’, 9’ (rig.), 25’ Chiky 13’, 30’ Eduard 21’ Llorenç 36’ (aut.) Tivane |

| Arbitri: | Roman Borisov Juan Angeles Mickie Palomino |

|                        |           |                           |
| Figo 5’, 21’, 28’, 33’ | Marcatori | 8’ Alhammadi 36’ A. Beshr |

| Arbitri: | Yuichi Hatano Lucas Estevão Hamdi Bchir |

| |           |                                                                   |
| Taiarui 1’ Paama 9’ (rig.), 35’ Zaveroni 11’, 33’, 35’ Tehau 12’, 15’ Salem 16’, 18’ Tetauira 29’, 35’ | Marcatori | 5’, 36’ Torres 13’ David 14’, 28’ Chiky 19’, 24’ Riduan 27’ Perez |

| Arbitri: | Ingilab Mammadov Ebrahim Akbarpour Gustavo Domínguez |

|                                                                |           |                                                                  |
| Tehau 3’ Tetauira 4’ Salem 10’, 17’, 19’, 24’ Paama 31’ Li 33’ | Marcatori | 4’ (aut.) Tehau 4’, 17’, 30’ Nelson 15’ Mussa 35’ Dez 36’ Malate |

| Arbitri: | Aecio Fernández Said Hachim Roman Borisov |

|                                                |           |                               |
| Chiky 13’ Eduard 15’ Torres 17’ Perez 21’, 30’ | Marcatori | 7’, 22’ A. Mohammad 9’ Malahi |

### Gruppo C
| Squadra     | P.ti | G | V | V+ | Vr | P | GF | GS | DR |
| ----------- | ---- | - | - | -- | -- | - | -- | -- | -- |
| Svizzera    | 7    | 3 | 2 | 0  | 1  | 0 | 20 | 15 | +5 |
| Brasile     | 6    | 3 | 2 | 0  | 0  | 1 | 14 | 7  | +7 |
| Bielorussia | 1    | 3 | 0 | 0  | 1  | 2 | 8  | 17 | -9 |
| El Salvador | 0    | 3 | 0 | 0  | 0  | 3 | 14 | 17 | -3 |

| Arbitri: | Suhaimi Mat Hassan Aecio Fernández Yuichi Hatano |

|                                               |                      |                                             |
| Piatrouski 19’ Hapon 24’, 32’ Ryabko 30’, 37’ | Marcatori            | 2’, 30’ Batres 18’, 19’ Ramos 38’ Velásquez |
| Bokach Novikau Chaikouski Ryabko Drozd        | Tiri di rigore 5 – 4 | Velásquez Cruz Gonzalez Urbina Ramos        |

| Arbitri: | Said Hachim Gumercindo Batista Roman Borisov |

|                                          |                      |                                               |
| Borer 6’, 26’ Stankovic 15’, 36’ Ott 34’ | Marcatori            | 6’ Edson Hulk 8’ Lucão 24’, 25’, 27’ Zé Lucas |
| Ott Steinemann Misev Borer Stankovic     | Tiri di rigore 4 – 3 | Lucão Zé Lucas Antonio Edson Hulk Rodrigo     |

| Arbitri: | Gionni Matticoli Sergio Gomes Soares Juan Angeles |

|                                     |           |                                                                                     |
| Novikau 7’ Hardzetski 11’ Hapon 12’ | Marcatori | 2’, 33’ Stankovic 17’ (rig.), 34’ Hodel 28’ Mounoud 36’ Borer 36’ (rig.) Steinemann |

| Arbitri: | Sofien Benchabane Turki Al Salehi Ingilab Mammadov |

|                                           |           |                                 |
| Rodrigo 2’, 25’ Filipe 28’ Mauricinho 35’ | Marcatori | 3’ (rig.) Perdomo 18’ Velásquez |

| Arbitri: | Gustavo Domínguez Suhaimi Mat Hassan Hany Farouk |

|                                                                      |           |                                                                             |
| Velásquez 4’, 13’, 21’ Robles 15’, 25’ Perdomo 16’ (rig.) Batres 20’ | Marcatori | 4’ Looser 10’, 32’, 34’, 36’ Stankovic 12’ Ruettimann 13’ Borer 31’ Tchatat |

| Arbitri: | Juan Angeles Yuichi Hatano Ebrahim Akbarpour |

|                                                                |           |  |
| Rodrigo 3’ Edson Hulk 15’ Lucão 23’ (rig.), 24’ Mauricinho 32’ | Marcatori |  |

### Gruppo D
| Squadra    | P.ti | G | V | V+ | Vr | P | GF | GS | DR |
| ---------- | ---- | - | - | -- | -- | - | -- | -- | -- |
| Senegal    | 6    | 3 | 2 | 0  | 0  | 1 | 13 | 7  | +6 |
| Uruguay    | 6    | 3 | 2 | 0  | 0  | 1 | 12 | 14 | -2 |
| Portogallo | 3    | 3 | 1 | 0  | 0  | 2 | 14 | 15 | -1 |
| Oman       | 3    | 3 | 1 | 0  | 0  | 2 | 8  | 11 | -3 |

| Arbitri: | Łukasz Ostrowski Vitalij Gomolko Francisco de Oses Bumedien |

|                                                                      |           |                 |
| Mendy 2’, 14’ (rig.), 25’ Diatta 5’ Mam. Diagne 15’ (rig.) Sylla 33’ | Marcatori | 1’ (rig.) Bella |

| Arbitri: | Mariano Romo Mickie Palomino Gionni Matticoli |

|                                               |           |                                               |
| L. Martins 2’, 11’, 21’ Costa 20’ Andrade 24’ | Marcatori | 11’ Al-Zadjali 13’ Al-Sinani 14’ (aut.) Costa |

| Arbitri: | Hamdi Bchir Said Hachim Lucas Estevão |

|                                                   |           |                             |
| Cabrera 7’ Laduche 14’ Guerrero 35’ L. Quinta 35’ | Marcatori | 25’ Al-Zadjali 27’ Al-Sauti |

| Arbitri: | Gumercindo Batista Suhaimi Mat Hassan Mickie Palomino |

|                                       |           |                                                      |
| Von 9’ Pinhal 18’ (rig.) Lourenço 24’ | Marcatori | 9’, 24’ Mendy 11’ (rig.), 33’ Man. Diagne 35’ Diatta |

| Arbitri: | Roman Borisov Francisco de Oses Bumedien Gionni Matticoli |

|                                                      |           |                      |
| Al-Sauti 8’ (rig.) Y. Al-Araimi 24’ S. Al-Oraimi 33’ | Marcatori | 25’ Balde 36’ Diatta |

| Arbitri: | Said Hachim Aurélien Planchais-Godefroy Sofien Benchabane |

|                                                             |           |                                          |
| Bella 6’, 10’ L. Quinta 9’, 23’, 25’ Laens 26’ Guerrero 32’ | Marcatori | 3’, 12’, 16’, 22’, 25’ L. Martins 5’ Von |

## Fase a eliminazione diretta

### Tabellone
|  | Quarti di finale | Quarti di finale |           |         | Semifinali                | Semifinali                |  |  | Finale    | Finale |
|  |                  |                  |           |         |                           |                           |  |  |           |        |
|  | 26 agosto        |                  |           |         |                           |                           |  |  |           |        |
|  |                  |                  |           |         |                           |                           |  |  |           |        |
|  | RFU              | 4                |           |         |                           |                           |  |  |           |        |
|  | RFU              | 4                | 28 agosto |         |                           |                           |  |  |           |        |
|  | Spagna           | 2                |           |         |                           |                           |  |  |           |        |
|  | Spagna           | 2                | RFU (dtr) | 5 (5)   |                           |                           |  |  |           |        |
|  | 26 agosto        |                  | RFU (dtr) | 5 (5)   |                           |                           |  |  |           |        |
|  |                  | Svizzera         | 5 (4)     |         |                           |                           |  |  |           |        |
|  | Svizzera         | Svizzera         | 5 (4)     | 10      |                           |                           |  |  |           |        |
|  | Svizzera         |                  | 29 agosto | 10      |                           |                           |  |  |           |        |
|  | Uruguay          | 1                |           |         |                           |                           |  |  |           |        |
|  | Uruguay          | 1                | RFU       | 5       |                           |                           |  |  |           |        |
|  | 26 agosto        |                  | RFU       | 5       |                           |                           |  |  |           |        |
|  |                  | Giappone         | 2         |         |                           |                           |  |  |           |        |
|  | Tahiti           | Giappone         | 2         | 4       |                           |                           |  |  |           |        |
|  | Tahiti           | 28 agosto        |           | 4       |                           |                           |  |  |           |        |
|  | Giappone (dts)   | 5                |           |         |                           |                           |  |  |           |        |
|  | Giappone (dts)   | 5                | Giappone  | 5       | Finale per il terzo posto | Finale per il terzo posto |  |  |           |        |
|  | 26 agosto        |                  | Giappone  | 5       | Finale per il terzo posto | Finale per il terzo posto |  |  |           |        |
|  |                  | Senegal          | 2         |         |                           |                           |  |  |           |        |
|  | Senegal (dts)    | Senegal          | 2         | 5       | Svizzera                  | 9                         |  |  |           |        |
|  | Senegal (dts)    |                  |           | 5       | Svizzera                  | 9                         |  |  |           |        |
|  | Brasile          | 4                |           | Senegal | 7                         |                           |  |  |           |        |
|  | Brasile          | 4                |           |         | 7                         |                           |  |  |           |        |
|  |                  |                  |           |         |                           |                           |  |  | 29 agosto |        |
|  |                  |                  |           |         |                           |                           |  |  |           |        |

### Quarti di finale
| Arbitri: | Gionni Matticoli Sofien Benchabane Suhaimi Mat Hassan |

|                                                    |           |                                           |
| Mam. Diagne 9’ Man. Diagne 25’, 39’ Mendy 34’, 38’ | Marcatori | 3’, 39’ Rodrigo 21’ Catarino 23’ Zé Lucas |

| Arbitri: | Juan Angeles Gumercindo Batista Hamdi Bchir |

| |           |            |
| Ott 3’ Borer 8’, 18’ (rig.) Steinemann 10’ Hodel 20’, 22’, 24’, 34’ Stankovic 32’ Bella 36’ (aut.) | Marcatori | a 11’ Bell |

| Arbitri: | Sergio Gomes Soares Mickie Palomino Aecio Fernández |

|                                                         |           |                                                                    |
| Tetauira 20’ (rig.), 37’ Chan-Kat 30’ Uesato 36’ (aut.) | Marcatori | 4’ (aut.) Tehau 5’ (rig.) Yamauchi 36’ Oba 37’ Okuyama 38’ Akaguma |

| Arbitri: | Mariano Romo Turki Al Salehi Hany Farouk |

|                                                     |           |                        |
| Kotenev 6’ Nikonorov 14’ Makarov 15’ Paporotnyi 34’ | Marcatori | 20’ Eduard 22’ Antonio |

### Semifinali
| Arbitri: | Ingilab Mammadov Sergio Gomes Soares Said Hachim |

|                                                             |                      |                                                 |
| Krasheninnikov 1’ Nikonorov 5’, 34’ Kotenev 14’ Shkarin 36’ | Marcatori            | 6’ Ott 18’, 19’, 30’ (rig.) Hodel 22’ Stankovic |
| Fedorov Nikonorov Shishin Novikov Krasheninnikov            | Tiri di rigore 5 – 4 | Borer Steinemann Spaccarotella Hodel Stankovic  |

| Arbitri: | Łukasz Ostrowski Vitalij Gomolko Juan Angeles |

|                                                  |           |                   |
| Akaguma 15’ (rig.), 29’, 33’ Oba 27’ Okuyama 27’ | Marcatori | 26’ Fall 32’ Boye |

### Finale 3º posto
| Arbitri: | Mickie Palomino Gumercindo Batista Aecio Fernández |

|                                                                                     |           |                                                                        |
| Borer 9’ Hodel 11’, 34’, 36’ Mounoud 10’, 16’ Spaccarotella 21’ Ott 21’, 36’ (rig.) | Marcatori | 3’ Sylla 9’, 13’, 36’ Diatta 10’ Mam. Diagne 14’ Ndour 33’ Man. Diagne |

### Finale
| Arbitri: | Suhaimi Mat Hassan Sofien Benchabane Gionni Matticoli |

|                                                               |           |                         |
| Zemskov 4’ Krasheninnikov 13’, 34’ Novikov 15’ Paporotnyi 19’ | Marcatori | 13’, 17’ (rig.) Akaguma |

## Campione
| Campione del Mondo 2021 RFU 3º titolo |

## Statistiche

### Classifica marcatori
12 goal
- Glenn Hodel

10 goal
- Takuya Akaguma

- Dejan Stankovic

8 goal
- Léo Martins

7 goal
- Figo
- Boris Nikonorov

- Raoul Mendy
- Philipp Borer

6 goal
- Ninou Diatta
- Chiky Ardil

- Heirauarii Salem
- Tamatoa Tetauira

5 goal
- Rodrigo
- Frank Velásquez
- Shusei Yamauchi

- Artur Paporotnyi
- Mandione Diagne

- Noël Ott
- Alessandro Canale

4 goal
- Zé Lucas
- Nelson Manuel
- Pedro Morán

- Aleksey Makarov
- Eduard Suárez
- Nicolas Perea

- Nicolas Bella
- Luis Quinta

3 goal
- Aleh Hapon
- Lucão
- Ruben Batres
- Takaaki Oba
- Masanori Okuyama

- Sixto Cantero
- Nestor Medina
- Yuri Krasheninnikov
- Mamour Diagne
- Pablo Perez

- Javier Torres
- Eliott Mounoud
- Dylan Paama
- Teaonui Tehau
- Teva Zaveroni

2 goal
- Anatoliy Ryabko
- Edson Hulk
- Mauricinho
- Exxon Perdomo
- Heber Ramos
- Elmer Robles
- Abdullah Al-Sauti
- Nooh Al-Zadjali
- Carlos Carballo

- Miciades Medina
- Von
- Maxim Chuzhkov
- Andrey Kotenev
- Andrei Novikov
- Anton Shkarin
- Fedor Zemskov
- Mamadou Sylla
- Riduan Dris Bouzian

- Antonio Mayor
- Tobias Steinemann
- Raimana Li Fung Kuee
- Heimanu Taiarui
- Hasan Alhammadi
- Ahmed Beshr
- Ali Mohammad
- Gabriel Silveira
- Alejandro Guerrero

1 goal
- Yahor Hardzetski
- Yauheni Novikau
- Yury Piatrouski
- Catarino
- Filipe
- Ozu Moreira
- Dez
- Yuran Malate
- Bachir Mussa
- Yahya Al-Araimi
- Salim Al-Oraimi
- Jalal Al-Sinani

- Valentin Benitez
- Yoao Rolon
- Elinton Andrade
- Fabio Costa
- André Lourenço
- Rodrigo Pinhal
- Stanislav Kosharnyi
- Ibrahima Balde
- Pape Mar Boye
- Babacar Fall
- Papa Ndour
- David Ardil

- Llorenç Gómez
- Benjamin Looser
- Patrick Ruettimann
- Sandro Spaccarotella
- Kevin Tchatat
- Gervais Chan-Kat
- Waleed Beshr
- Ahmad Malahi
- Matias Cabrera
- Gaston Laduche
- Andres Laens

1 autogoal
- Ozu Moreira (pro RFU)
- Takumi Uesato (pro Tahiti)
- Manuel Tivane (pro Spagna)

- Luis Ojeda (pro Giappone
- Fabio Costa (pro Oman)

- Dylan Paama (pro Emirati Arabi Uniti)
- Nicolas Bella (pro Svizzera)

2 autogoal
- Teaonui Tehau (pro Mozambico e Giappone)

### Premi
| adidas Golden Ball   | adidas Silver Ball   | adidas Bronze Ball   |
| -------------------- | -------------------- | -------------------- |
| Noël Ott             | Artur Paporotnyi     | Raoul Mendy          |
| adidas Golden Scorer | adidas Silver Scorer | adidas Bronze Scorer |
| Glenn Hodel          | Dejan Stankovic      | Takuya Akaguma       |
| 12 goal              | 10 goal              | 10 goal              |
| adidas Golden Glove  |                      |                      |
| Eliott Mounoud       |                      |                      |
| FIFA Fair Play Award |                      |                      |
| Brasile              |                      |                      |

## Classifica finale
| N  | Squadra             | P.ti | G | V | V+ | Vr | P | GF | GS | DR  | Risultato finale                         |
| -- | ------------------- | ---- | - | - | -- | -- | - | -- | -- | --- | ---------------------------------------- |
|    | RFU                 | 13   | 6 | 3 | 1  | 2  | 0 | 30 | 18 | +12 | Campione                                 |
|    | Giappone            | 11   | 6 | 3 | 1  | 0  | 2 | 24 | 25 | -1  | 2º posto                                 |
|    | Svizzera            | 13   | 6 | 4 | 0  | 1  | 1 | 44 | 28 | +16 | 3º posto                                 |
| 4  | Senegal             | 8    | 6 | 2 | 1  | 0  | 3 | 27 | 25 | +2  | 4º posto                                 |
| 5  | Brasile             | 6    | 4 | 2 | 0  | 0  | 2 | 18 | 12 | +6  | Eliminate ai quarti di finale            |
| 5  | Tahiti              | 6    | 4 | 2 | 0  | 0  | 2 | 27 | 24 | +3  | Eliminate ai quarti di finale            |
| 5  | Spagna              | 6    | 4 | 2 | 0  | 0  | 2 | 23 | 23 | 0   | Eliminate ai quarti di finale            |
| 5  | Uruguay             | 6    | 4 | 2 | 0  | 0  | 2 | 13 | 24 | -11 | Eliminate ai quarti di finale            |
| 9  | Paraguay            | 3    | 3 | 1 | 0  | 0  | 2 | 17 | 15 | +2  | Eliminate nella fase a gironi (3º posto) |
| 9  | Portogallo          | 3    | 3 | 1 | 0  | 0  | 2 | 14 | 15 | -1  | Eliminate nella fase a gironi (3º posto) |
| 9  | Mozambico           | 3    | 3 | 1 | 0  | 0  | 2 | 15 | 18 | -3  | Eliminate nella fase a gironi (3º posto) |
| 9  | Bielorussia         | 1    | 3 | 0 | 0  | 1  | 2 | 8  | 17 | -9  | Eliminate nella fase a gironi (3º posto) |
| 13 | Oman                | 3    | 3 | 1 | 0  | 0  | 2 | 8  | 11 | -3  | Eliminate nella fase a gironi (4º posto) |
| 13 | Emirati Arabi Uniti | 2    | 3 | 0 | 1  | 0  | 2 | 9  | 12 | -3  | Eliminate nella fase a gironi (4º posto) |
| 13 | El Salvador         | 0    | 3 | 0 | 0  | 0  | 3 | 14 | 17 | -3  | Eliminate nella fase a gironi (4º posto) |
| 13 | Stati Uniti         | 0    | 3 | 0 | 0  | 0  | 3 | 11 | 18 | -7  | Eliminate nella fase a gironi (4º posto) |